# Місцеві вибори в Кіровоградській області 2020
Місцеві вибори у Кіровоградській області 2020 — це вибори депутатів Кіровоградської обласної ради, районних рад, Кропивницької міської ради та вибори Кропивницького міського голови, що відбулися 25 жовтня 2020 року в рамках проведення місцевих виборів у всій країні.

## Вибори мера

### Кропивницький
В першому турі було переобрано на другий термін чинного мера Андрія Райковича.
| Кандидат                                    | %       | Голосів |
| ------------------------------------------- | ------- | ------- |
| 1. Андрій Райкович («Пропозиція»)           | 53,53 % | 27 839  |
| 2. Артем Стрижаков («Перспектива Міста»)    | 19,88 % | 10 338  |
| 3. Ольга Ковальова-Алокілі («Слуга народу») | 6,49 %  | 3 376   |
| 4. Анатолій Ларін («ОПЗЖ»)                  | 6,19 %  | 3 223   |
| 5. Олександр Цертій (ВО «Батьківщина»)      | 5,41 %  | 2 813   |

### Олександрія
| Кандидат                | %       | Голосів |
| ----------------------- | ------- | ------- |
| 1. Сергій Кузьменко     | 57,21 % | 13 314  |
| 2. Степан Цапюк         | 40,30 % | 9 378   |
| 3. Володимир Трофіменко | 2,47 %  | 577     |

## Вибори до обласної ради
| Місце | Партія                          | % голосів | Кількість голосів | Усього місць |
| ----- | ------------------------------- | --------- | ----------------- | ------------ |
| 1     | ВО «Батьківщина»                | 21,29 %   | 48 912            | 15 / 64      |
| 2     | Слуга народу                    | 20,04 %   | 46 045            | 14 / 64      |
| 3     | Опозиційна платформа — За життя | 15,47 %   | 35 549            | 11 / 64      |
| 4     | Європейська Солідарність        | 12,51 %   | 28 738            | 9 / 64       |
| 5     | За Майбутнє                     | 7,17 %    | 16 469            | 5 / 64       |
| 6     | Пропозиція                      | 6,73 %    | 15 468            | 5 / 64       |
| 7     | Радикальна партія Олега Ляшка   | 6,01 %    | 13 808            | 5 / 64       |